# Weiss Weib
La Weiss Weib (pron. ted. AFI : [vaɪ̯s vaɪ̯p] - che significa in tedesco dama bianca; Wéis Wéibji in Töitschu - 2518 m s.l.m.) è una montagna dei Contrafforti valdostani del Monte Rosa nelle Alpi Pennine. Si trova in Valle d'Aosta, nel vallone di Bourinnes, sulla cresta spartiacque che separa la Valle del Lys dalla Val d'Ayas nel sottogruppo Frudière-Vlou.

## Salita alla vetta
Partendo dal capoluogo (villaggio Duarf) di Issime, seguire il sentiero 2/2B per il col Chasten, che prosegue verso gli alpeggi di Valniro (1689 metri) e di Jatza (1831 metri), per raggiungere infine la vetta.